# Mahmoud Bakr
Mahmoud Bakr Tawfiq (arabisch محمود بكر توفيق; * 5. November 2004) ist ein ägyptischer Bahnradsportler, der auf Ausdauerdisziplinen spezialisiert ist.

## Sportlicher Werdegang
Als Junior gewann Bakr mehrere Medaillen bei Afrika-Meisterschaften, unter anderem war er 2022 Afrikameister im Punktefahren. Er vertrat sein Land vor Heimpublikum in Kairo bei den Bahnradsport-Weltmeisterschaften der Junioren 2021, stürzte aber schwer und zog sich unter anderem einen Beckenbruch zu.
2023 rückte er altersmäßig in die Elite auf, unter anderem nahm er am Nations Cup 2023 und an den Straßenradsport-Weltmeisterschaften 2023 teil. 2024 hatte er bei den Afrika-Meisterschaften einen Durchbruch mit drei Titelgewinnen in Einerverfolgung, Scratch und insbesondere in der olympischen Disziplin Omnium. Auch bei den Afrika-Meisterschaften 2025 gewann er drei Titel.

## Erfolge

### Bahn
2021
 Afrika-Meisterschaften (Junioren) – Teamsprint (mit Abdulla Afify und Youssef Elsayed), Madison (mit Abdulla Afify), Mannschaftsverfolgung (mit Abdulla Afify, Abdalrhman Fahim und Khaled Allam)
2022
 Afrika-Meister (Junioren) – Punktefahren
 Afrika-Meisterschaften (Junioren) – Ausscheidungsfahren, Scratch, Madison (mit Sayed Elkadia), Teamsprint (mit Sayed Elkadia und Mahmoud Elimbabi)
 Afrika-Meisterschaften (Junioren) – Einerverfolgung
 Arabische Meisterschaften (Junioren) – Madison (mit Abdulla Afify)
2023
 Afrika-Meisterschaften – Einerverfolgung, Mannschaftsverfolgung (mit Youssef Abouelhassan, Ahmed Saad und Assem Elhusseini Khalil)
 Arabische Meisterschaften – Madison (mit Youssef Abouelhassan)
2024
 Afrika-Meister – Einerverfolgung, Scratch, Omnium
 Afrika-Meisterschaften – Mannschaftsverfolgung (mit Youssef Abouelhassan, Sayed Elkadia und Omar Elsaid), Madison (mit Youssef Abouelhassan)
2025
 Afrika-Meister – Teamsprint (mit Hussein Hassan und Mahmoud Elimbabi), Ausscheidungsfahren, Zweier-Mannschaftsfahren (mit Youssef Abouelhassan)
 Afrika-Meisterschaften – Einerverfolgung, Mannschaftsverfolgung (mit Youssef Abouelhassan, Ahmed Elsenfawi und Assem Elhusseini), Scratch, Omnium

### Straße
2022
 Afrika-Meisterschaften (Junioren) – Mannschaftszeitfahren (mit Abdulla Afify und Begad Saad)